# Gilfredo Cattolica
Gilfredo Cattolica (* 11. Oktober 1882 in Civitanova Marche; † 6. März 1962 in Bologna) war ein italienischer Komponist und Musikpädagoge.

## Leben und Werk
Gilfredo Cattolica studiere am Conservatorio di Musica Gioachino Rossini in Pesaro und bei Pietro Mascagni und Amilcare Zanella.
Ab 1910 wirkte er als Musikpädagoge und später auch als Direktor des Istituto Musicale Girolamo Frescobaldi in Ferrara. In dem von ihm gegründeten Quintetto Ferrara übernahm er den Klavierpart.
Gilfredo Cattolica komponierte die Oper Primavera (Ferrara 1931), Orchesterwerke (u. a. La vie des champs, 1904), eine Cantata a Rossini für Soli, Chor und Orchester (1904), eine Cantata a Frescobaldi für Soli, Chor Orgel und Orchester (1920), Epicedio für Chor und Orchester (1923), Kammermusik, Klavierstücke, Orgelstücke und Lieder.